# Juliana Barrett
Juliana Barrett, née le 9 août 1994 à Austin, États-Unis, est une escrimeuse sud-africaine dont l'arme de compétition est l'épée. Elle est multiple médaillée aux championnats d'Afrique d'escrime.

## Carrière
Barrett débute l'escrime à neuf ans comme sport de rééducation, se remettant d'une jambe cassée, un choix inspiré par une adaptation des Trois Mousquetaires.
Avec peu de soutien de la part de la fédération sud-africaine, Barrett ne peut disputer que les championnats d'Afrique et les championnats du monde. Sextuple médaillée d'argent continentale (dont une fois en individuel, en 2014), elle atteint le 43e rang mondial cette année-là. Avec l'équipe nationale, elle remporte également l'or aux Jeux africains de 2015. Les mêmes problèmes de financement empêchent l'équipe d'Afrique du Sud de défendre ses chances de se qualifier pour les Jeux olympiques de Rio de Janeiro en 2016. Barrett doit donc disputer un tournoi de qualification olympique, qu'elle remporte. Malgré sa victoire, le comité olympique sud-africain applique la règle de non-sélection des athlètes qualifiés par le biais d'un tournoi de qualification continental. Elle doit donc renoncer et laisser sa place à l'Ivoirienne Gbahi Gwladys Sakoa, qu'elle avait battue.
Barrett était étudiante en sciences politiques dans l'Illinois et a participe au championnat universitaire américain. Elle cite le diplomate Josef Korbel comme modèle. À partir de 2019, elle travaille au bureau de l'innovation d'une compagnie d'assurance à Manhattan.

## Palmarès
- Championnats d'Afrique d'escrime
  -  Médaille d'argent par équipes aux championnats d'Afrique d'escrime 2015 au Caire
  -  Médaille d'argent aux championnats d'Afrique d'escrime 2014 au Caire
  -  Médaille d'argent par équipes aux championnats d'Afrique d'escrime 2014 au Caire
  -  Médaille d'argent par équipes aux championnats d'Afrique d'escrime 2013 au Cap
  -  Médaille d'argent par équipes aux championnats d'Afrique d'escrime 2012 à Casablanca
  -  Médaille d'argent par équipes aux championnats d'Afrique d'escrime 2011 au Caire
  -  Médaille de bronze aux championnats d'Afrique d'escrime 2013 au Cap

## Classement en fin de saison
| Année | 2011 | 2012 | 2013 | 2014 | 2015 | 2016 |
| ----- | ---- | ---- | ---- | ---- | ---- | ---- |
| Rang  | 101  | 496  | 53   | 43   | 76   | 66   |